# Rudolf de Fulda
Rudolf de Fulda (c. 800 - 865) fou un monjo benedictí, hagiògraf i teòleg alemany de l'Abadia de Fulda.

## Biografia
Alumne de Raban Maur, Rudolf es convertí en bibliotecari de l'abadia de Fulda el 812, i col·laborà en la redacció dels Annales fuldenses, dels quals escrigué la segona part.
Envers el 822, l'abat Raban Maur el nomenà sotsdiaca de les escoles de l'abadia. Fou ordenat sacerdot el 827 i s'encarregà de l'edició de diversos texts.
Quan el 847 el seu mestre Raban Maur és escollit bisbe de Magúncia a Renània, l'acompanyà, tot i que tornà de seguida a Fulda, època en què començava a interessar-se per la poesia.
Del 864 al 865 redactà una introducció de Translatio Sancti Alexandri, obra essencial del monjo Meginhard consagrada a la translació de Walbraht, un nebot de Widukind de Saxònia, de les restes del màrtir Alexandre de Roma a Wildeshausen. La introducció descriu la societat pagana saxona i s'inspirà en la Germania de Tàcit.

## Obres
- Annales fuldenses, començats per Einhard i continuats per Rudolf
- Vita Leobae Abbatissae Biscofesheimensis, biografia de Santa Lleoba de Tauberbischofsheim.
- Miracula sanctorum in Fuldenses ecclesias translatorum
- Translatio sancti Alexandri Wildeshusam anno 851